# 林肯 (紐約州)
林肯（英語：Lincoln）是一個位於美國紐約州麥迪遜縣的鎮。

## 人口
根據2020年美國人口普查的數據，林肯的面積為64.81平方千米，當中陸地面積為64.65平方千米，而水域面積為0.15平方千米。當地共有人口1802人，而人口密度為每平方千米28人。